# Estrés
El estrés (del latín stringere ‘apretar’ a través de su derivado en inglés stress ‘fatiga de material’) es una reacción fisiológica del organismo en el que entran en juego diversos mecanismos de defensa para afrontar una situación que se percibe como amenazante o de demanda incrementada. Fisiológica o biológica es la respuesta de un organismo a un factor de estrés tales como una condición ambiental o un estímulo.
El estrés es el modo de un cuerpo de reaccionar a un desafío. De acuerdo con el evento estresante, la manera del cuerpo a responder al estrés es mediante el sistema nervioso simpático de activación que da lugar a la respuesta de lucha o huida. Debido a que el cuerpo no puede mantener este estado durante largos períodos de tiempo, el sistema parasimpático tiene tendencia a hacer regresar al cuerpo a condiciones fisiológicas más normales (homeostasis). En los humanos, el estrés normalmente describe una condición negativa (distrés) o por el contrario una condición positiva (eustrés), que puede tener un efecto mental, físico e incluso de bienestar o malestar en un ser humano, o incluso en otra especie de animal.

## Historia
En la década de 1930, Hans Selye —hijo del cirujano austriaco Hugo Selye—, observó que todos los enfermos a quien estudiaba, independientemente de la enfermedad que padecieran, presentaban síntomas comunes: fatiga, pérdida del apetito, bajada de peso y astenia, entre otras posibles sintomatologías. Por ello, Selye llamó a este conjunto de síntomas el síndrome de estar enfermo.
En 1950 publicó la que sería su investigación más famosa: Estrés. Un estudio sobre la ansiedad. El término estrés proviene de la física y hace referencia a la presión que ejerce un cuerpo sobre otro (la fatiga de materiales), siendo aquel que más presión recibe el que puede destrozarse- y fue adoptado por la psicología, pasando a denominar el conjunto de síntomas psicofisiológicos antes mencionado, y que también se conocen como síndrome general de adaptación. Los estudios de Selye con posterioridad llevaron a plantear que el estrés es la respuesta inespecífica a cualquier demanda energética a la que sea sometido, implicándose una respuesta de lucha o de huida.
Selye, que fue fisiólogo, se convirtió en el director del Instituto de Medicina y Cirugía Experimental en la Universidad de Montreal.
La ciencia distingue dos tipos de estrés, tanto en animales como en humanos:

## Eustrés y distrés
Aunque casi siempre, principalmente en los humanos, la palabra estrés suele poseer una connotación negativa por incomprensión de la realidad que conduce a una fatiga y a un  desequilibrio homeostático (lo opuesto quizás sería el nirvana budista o el principio de nirvana de Sigmund Freud).
- Eustrés o estrés positivo: es un proceso natural y habitual de adaptación circunstancial, que consiste en una activación durante un mayor período de tiempo, con el objetivo de resolver una situación compleja que requiere de equilibrio entre esfuerzo, conocimiento o inteligencia especializada y entusiasmo o pasión.[3] En los animales no humanos el eustrés se evidencia en los estímulos que por reacción favorecen a la vida.

- Distrés o estrés negativo: es aquel que en un animal (incluido el ser humano) supera el potencial de homeostasis o equilibrio del organismo causándole fatiga, mayores niveles de ansiedad, de irritabilidad y de ira. El estrés mantenido puede provocar la aparición de consecuencias físicas, debidas al aumento del gasto de energía, una mayor rapidez de actuación, menor descanso del necesario y el consiguiente agotamiento de las fuerzas.[3]

## Fisiopatología
El efecto que tiene la respuesta estrés en el organismo es profundo:
- Predominio del sistema nervioso simpático (vasoconstricción periférica, midriasis, taquicardia, taquipnea, ralentización de la motilidad intestinal, pérdida de pigmentación en el cabello,[4] etc.).
- Liberación masiva en el torrente sanguíneo de glucocorticoides: catecolaminas (adrenalina y noradrenalina), de cortisol y encefalina.
- Aumento en sangre de la cantidad circulante de glucosa, factores de coagulación, aminoácidos libres y factores inmunitarios (la sangre se hace trombolítica con lo que aumentan los riesgos de ACV y otras trombosis).

El cuerpo desarrolla estos mecanismos para aumentar las probabilidades de supervivencia frente a una amenaza a corto plazo, pero no para ser mantenidos indefinidamente. A medio y largo plazo, este estado de alerta sostenido desgasta las reservas del organismo. El estrés (especialmente el distrés) provoca inmunodepresión. La liberación de hormonas de estrés inhibe la maduración de los linfocitos, encargados de la inmunidad específica.

### Reacciones psicológicas
Las reacciones psicológicas que causa el estrés tiene tres componentes: el emocional, el cognitivo y el de comportamiento. El estrés y las emociones tienen gran relación. Las emociones se pueden definir como un estado de ánimo que aparece como reacción a un estímulo. Lo que hace pensar que el estrés es una emoción ya que tiene las características de una emoción.
Algunas respuestas de tipo emocional que se presentan en personas afectadas por el estrés son las siguientes: abatimiento, tristeza, irritabilidad, apatía, indiferencia, inestabilidad emocional, etc. Se dice que los agentes estresores llegan por medio de los órganos de los sentidos (vista, oído, tacto, gusto, olfato), que después llegan las emociones. Entonces después del estrés vienen las emociones y viceversa.
Hay muchos métodos de medición (psico)fisiológicos que se correlacionan más o menos bien con el estrés psicológico (mental o emocional) y, por tanto, se utilizan como posible indicador. Sólo en el ámbito fisiológico de la función oculomotora, se sospecha que hay varias respuestas fisiológicas que permiten detectar diferentes situaciones de estrés de forma específica para cada persona y de forma objetiva (no mediante una encuesta). Por ejemplo, mediante el movimiento de los ojos y el comportamiento de la mirada, a través del comportamiento de la pupila y a través del comportamiento de parpadeo de los párpados (Parpadeo (ocular)).

## Factores desencadenantes
Los llamados estresores o factores estresantes son las situaciones desencadenantes del estrés y pueden ser cualquier estímulo, externo o interno (tanto físico, químico, acústico o somático como sociocultural) que, de manera directa o indirecta, propicie la desestabilización en el equilibrio dinámico del organismo (homeostasis).
Una parte importante del esfuerzo que se ha realizado para el estudio y comprensión del estrés, se ha centrado en determinar y clasificar los diferentes desencadenantes de este proceso. La revisión de los principales tipos de estresores que se han utilizado para estudiar el estrés, nos proporciona una primera aproximación al estudio de sus condiciones desencadenantes, y nos muestra la existencia de diez grandes categorías de estresores:
1. situaciones que fuerzan a procesar con el cerebro
2. estímulos ambientales
3. percepciones de amenaza
4. alteración de las funciones fisiológicas (enfermedades, adicciones, etc.)
5. aislamiento y confinamiento
6. bloqueos en nuestros intereses
7. presión grupal
8. frustración
9. no conseguir objetivos planeados
10. relaciones sociales complicadas o fallidas

Sin embargo, cabe la posibilidad de realizar diferentes taxonomías sobre los desencadenantes del estrés en función de criterios meramente descriptivos; por ejemplo, la que propusieron Lazarus y Folkman (1984), para quienes el estrés psicológico es una relación particular entre el individuo y el entorno (que es evaluado por el individuo como amenazante o desbordante de sus recursos y que pone en peligro su bienestar). Por eso se ha tendido a clasificarlos por el tipo de cambios que producen en las condiciones de vida. Conviene hablar, entonces, de cuatro tipos de acontecimientos estresantes:
- Los estresores únicos: hacen referencia a cataclismos y cambios drásticos en las condiciones del entorno de vida de las personas y que, habitualmente, afectan a un gran número de ellas.
- Los estresores múltiples: afectan solo a una persona o a un pequeño grupo de ellas, y se corresponden con cambios significativos y de transcendencia vital para las personas.
- Los estresores cotidianos: se refieren al cúmulo de molestias, imprevistos y alteraciones en las pequeñas rutinas cotidianas.
- Los estresores biogénicos: son mecanismos físicos y químicos que disparan directamente la respuesta de estrés sin la mediación de los procesos psicológicos.

Estos estresores pueden estar presentes de manera aguda o crónica y, también, pueden ser resultado de la anticipación mental acerca de lo que puede ocurrir en el futuro.

## Endocrinología
Los aportes filogenéticos más antiguos y los mecanismos de la reacción de estrés neuroendocrina del ser humano son prácticamente idénticos a los de todos los demás mamíferos. La percepción de nuevas constelaciones de estímulos, clasificados como amenazadores por procesamiento asociativo, corre pareja con la generación de un patrón de actividad inespecífica en estructuras corticales y subcorticales asociativas. Un papel especial lo juega aquí la corteza prefrontal y, sobre todo el complejo amigdalino, la corteza o córtex prefrontal es una región principalmente responsable de la interpretación de las entradas multimodales sensoriales y de los fenómenos anticipatorios. Sin embargo aún más relevancia que cualquier zona cortical (ya que el estrés es una respuesta orgánica a estímulos primitivos y su respuesta se encuentra en casi todos los animales dotados de un sistema nervioso central o SNC, tengan o no desarrolladas sus áreas corticales) es que en la activación de estas áreas de la corteza asociativa influye en la generación de un patrón de activación característico desde sistema límbico y principalmente desde las "primitivas" y subcorticales áreas del circuito de premio-recompensa y del sistema amigdalino (responsable en gran medida en los humanos del miedo e incluso terror y, por contrapartida, la ira); el estrés procedente del exterior e incluso el endosomático inicialmente provocan sus estímulos de un modo vegetativo e inconsciente o subsceptivo (en realidad, si de sujetos humanos hablamos, muchos no saben que están distresados hasta que no saben qué es el estrés recién descubierto a mediados de siglo XX). En el interior del sistema límbico se encuentra la amígdala y el ya mencionado complejo amigdalino, la cual tiene una importancia especial, pues aquí los patrones de excitación más minuciosos se dotan de calidad afectiva mediante la activación de redes neuronales innatas, filogenéticamente más viejas. Mediante proyecciones descendentes, en especial en los núcleos centrales noradrenérgicos del troncoencéfalo, se llega a la simulación del sistema simpático y adrenomuscular (SAM). Filamentos ascendentes de las neuronas noradrenérgicas localizadas en el locus coeruleus y en el troncoencéfalo refuerzan la activación en la zona de la amígdala y en el núcleo central hipotalámico, así como –a través de la activación de proyecciones dopaminérgicas mesocorticales– en la zona de la corteza prefrontal. De este modo surge un patrón de excitación que va subiendo por entre la corteza cerebral, el sistema límbico y los núcleos centrales noradrenérgicos, el cual –si no se ve reprimido por otras entradas– conduce a la activación de las células neurosecrecionales en el núcleo paraventricular y con ello a la estimulación del sistema hipotalámico-hipofíseo-adrenocortical (HPA).
El sistema noradrenérgico se activa ya mediante estímulos nuevos, inesperados, es decir, también mediante agentes estresantes que no corren parejos con ninguna activación, o una activación solo débil, del eje HPA. Una controlable reacción de estrés de este tipo se produce siempre que están disponibles estrategias de conducta (y también de represión) para la evitación y eliminación del agente estresante; pero la eficiencia de estos mecanismos (aún) no basta para superar la nueva exigencia mediante una reacción convertida en rutinaria, ni para evitar la activación de una reacción de estrés. Estas sobrecargas controlables producen una activación preferencial del sistema SAM noradrenérgico y periférico central y (si acaso) solo una estimulación breve del eje HPA.
Cada reacción a un agente estresante psíquico empieza con una activación inespecífica de estructuras del cerebro corticales y límbicas que conduce a la estimulación del sistema noradrenérgico central y periférico (arousal). Tan pronto como, de resultas de esta activación inespecífica, se encuentra una posibilidad para la solución del cambio respectivo, con la activación de las conexiones neuronales participadas en esta reacción de la conducta, se deslíe la activación inicial. Ante todo, la secreción reforzada de noradrenalina en las regiones del cerebro corticales y límbicas activadas produce toda una serie de cambios funcionales y metabólicos en las células nerviosas y gliales, que contribuyen directa o indirectamente a la estabilización y canalización de las conexiones neuronales implicadas en la respuesta. Cuando aparece una sobrecarga para la que determinada persona no ve ninguna posibilidad de solución mediante su propia acción, o para la que no sirve ninguna de las reacciones y estrategias anteriores, entonces se produce la denominada «reacción de estrés incontrolada». Esta se caracteriza por una duradera activación de las estructuras corticales y límbicas, así como del sistema noradrenérgico central y periférico, una activación que aumenta tanto que al final desemboca en la activación del sistema HPA, con una estimulación masiva y persistente de la secreción de cortisona a través de las glándulas suprarrenales. Tales sobrecargas incontrolables tienen otras consecuencias importantes en las conexiones del cerebro distintas a las reacciones de estrés controlables antes descritas.
La comprobación de receptores de glucocorticoides en el cerebro ha ayudado a ver mejor un fenómeno que hasta ahora apenas se había tenido en cuenta en el estudio del estrés; a saber, que el cerebro no es solo un punto de partida, sino también un importante órgano de destino de la reacción de estrés neuroendocrina, se ha visto asimismo con mayor claridad que las reacciones desencadenadas en el SNC (sistema nervioso central) mediante un agente estresante (por ejemplo, una reforzada secreción de catecolamina de resultas de la activación de núcleos centrales noradrenérgicos, una secreción múltiple de CRF y vasopresina mediante axones intra y extrahipotálamicos, como por ejemplo mediante células de la adenohipófisis que producen AHTH) pueden influir de múltiples maneras durante la reacción de estrés en los procesos de elaboración centra-nerviosos. También de la inducida estimulación del estrés del sistema simpático y de la secreción de noradrenalina y adrenalina desde la glándula suprarrenal surge toda una serie de efectos directos e indirectos en el SNC. Estos van desde cambios en el riego sanguíneo cerebral y la múltiple disposición de substratos para el metabolismo de enertías hasta cambios en la disponibilidad de fases previas para la síntesis de catecolamina y serotonina. Gracias a un ascendente nivel de glucocorticoides en circulación, no solo se llega a una activación directa de receptores de glucocorticoides en el SNC con consecuencias de suma importancia y a menudo de largo plazo para la función de las respectivas células nerviosas y gliales. También los efectos indirectos y periféricos transmitidos por glucocorticoides (disminución del nivel de hormona sexual, represión de la síntesis y secreción de mediadores de la comunicación intracelular tales como la prostaglandina y la citoquina, cambios en el suministro de substrato, etcétera) pueden influir de manera múltiple en la función del SNC durante una sobrecarga de estrés.
Los mecanismos arriba indicados que se activan en el curso de una sobrecarga de estrés y los cambios a largo plazo resultantes dependen de la clase de sobrecarga a la que se ve expuesta una persona determinada; es decir, dependen de la valoración individual de la controlabilidad del agente estresante. Una reacción de estrés controlable se produce siempre que las conexiones implantadas hasta ahora no apropiadas en principio para la eliminación de la perturbación, pero no son lo bastante eficientes para responder a ésta de manera plena y rutinaria en cierta medida. Una tal sobrecarga de estrés se describe mejor con el concepto de «reto».
Las activaciones del eje HPA de larga persistencia y para los aumentos de largo plazo del nivel de glucocorticoides en circulación se producen siempre que la sobrecarga de estrés resulta incontrolable, es decir, cuando ninguna de las estrategias de conducta (ni tampoco de represión) disponibles es apropiada para restablecer el equilibrio original. En animales de laboratorio se observa en tales condiciones un fenómeno que se llama behavioural inhibition. La repetida confrontación con varios agentes estresantes incontrolables conduce a un estado de incapacidad o impotencia adquiridas y sirve de modelo animal para las enfermedades producidas por estrés.
Son muchas las cosas que abogan porque las nociones adquiridas con animales de laboratorio sobre los mecanismos de la activación central-nerviosa de la respuesta de estrés neuroendocrina valen también para los seres humanos. Las particularidades de la reacción de estrés en éstos son fruto de la enorme dilatación de la corteza asociativa y de lal resultante capacidad para el almacenamiento a largo plazo de contenidos de memoria mucho más complejos, así como para la valoración y control de las emociones y el pilotaje de la conducta apropiada. Factores importantes que determinan la respuesta de estrés estudiados en los animales en los últimos años, como por ejemplo la importancia de la experiencia previa de un individuo con determinado factor estresante o del influjo de factores sociales (apoyo social, estatus social) en la respuesta de estrés, en el ser humano desempeñan un papel mucho mayor que en los animales de laboratorio y son decisivos para la enorme varianza interindividual de su respuesta de estrés. Una cuestión de la que se ha ocupado poco hasta ahora el estudio del estrés experimental es la de los desencadenantes normales y la frecuencia de la activación de la reacción de estrés bajo las condiciones de vida de una especie en cuestión. En todos los mamíferos socialmente organizados, y en particular en los seres humanos, el conflicto psicosocial es la causa principal y más frecuente de la activación de la reacción de estrés, la cual puede volverse fácilmente incontrolable. Esto concierne particularmente a individuos con un repertorio insuficientemente desarrollado de estrategias de conducta (y de coping) sociales. Pero también cambios bruscos, inesperados del marco social, para el que se desarrollaron estrategias de coping exitosas, como por ejemplo cambios en las relaciones sociales por la pérdida de la pareja o por un brusco cambio de normas culturales y sociales, son causa de sobrecargas incontrolables en las personas afectadas. Una ulterior causa frecuente de estrés incontrolable es el no poder alcanzar las metas propuestas o no satisfacer necesidades y deseos experimentados en el marco de contextos socioculturales dados. Así como un déficit de información relevante constituye la causa de una conducta inadecuada y, por consiguiente, del estrés psicosocial, un superávit de información puede conducir también a una incapacidad para la acción y, por consiguiente, a sobrecargas de estrés incontrolables al no conseguir clasificar las informaciones disponibles respecto a su relevancia actual. Finalmente, solo el ser humano, sobre la base de sus capacidades asociativas, está en condiciones de representarse un escenario que no solo contenga una sobrecarga de estrés, sino que también produzca de hecho la correspondiente reacción neuroendocrina. Como el escenario que origina el miedo solo existe en el mundo de las ideas, no es posible una reacción adecuada y resulta inevitable una reacción de estrés incontrolable.

## Cuadro clínico

### Estados de adaptación
Selye describió el síndrome general de adaptación como un proceso en tres etapas:
1. alarma de reacción: cuando el cuerpo detecta el estímulo externo;
2. adaptación: cuando el cuerpo toma contramedidas defensivas hacia el agresor;
3. agotamiento: cuando comienzan a agotarse las defensas del cuerpo.

El estrés incluye 'distrés', con consecuencias negativas para el sujeto sometido a estrés, y 'eustrés', con consecuencias positivas para el sujeto estresado. Es decir, hablamos de eustrés cuando la respuesta del sujeto al estrés favorece la adaptación al factor estresante. Por el contrario, si la respuesta del sujeto al estrés no favorece o dificulta la adaptación al factor estresante, hablamos de distrés. Por poner un ejemplo: cuando un depredador nos acecha, si el resultado es que corremos estamos teniendo una respuesta de eustrés (con el resultado positivo de que logramos huir). Si por el contrario nos quedamos inmóviles, presas del terror, estamos teniendo una respuesta de distrés (con el resultado negativo de que somos devorados). En ambos casos ha habido estrés. Se debe tener en cuenta además, que cuando la respuesta estrés se prolonga demasiado tiempo y alcanza la fase de agotamiento, estaremos ante un caso de distrés.
El estrés puede contribuir, directa o indirectamente, a la aparición de trastornos generales o específicos del cuerpo y de la mente.
En primer lugar, esta situación hace que el cerebro se ponga en guardia. La reacción del cerebro es preparar el cuerpo para la acción defensiva. El sistema nervioso se centra en el estímulo potencialmente lesivo y las hormonas liberadas, activan los sentidos, aceleran el pulso y la respiración, que se torna superficial y se tensan los músculos. Esta respuesta (a veces denominada reacción de lucha o huida) es importante, porque nos ayuda a defendernos contra situaciones amenazantes. La respuesta se programa biológicamente. Todo el mundo reacciona más o menos de la misma forma, tanto si la situación se produce en la casa como en el trabajo.
Los episodios cortos o infrecuentes de estrés representan poco riesgo. Pero cuando las situaciones estresantes se suceden sin resolución (es decir, en casos de distrés), el cuerpo permanece en un estado constante de alerta, lo cual aumenta la tasa de desgaste fisiológico y carga alostática lo cual conlleva a la fatiga o directamente al daño físico, y la capacidad del cuerpo para recuperarse y defenderse se puede ver seriamente comprometida. Como resultado, aumenta el riesgo de lesión o enfermedad.
El estrés de trabajo se puede definir como un conjunto de reacciones nocivas, tanto físicas como emocionales, que concurren cuando las exigencias del trabajo superan las capacidades, los recursos o las necesidades del trabajador. El estrés de trabajo puede conducir a la enfermedad psíquica y hasta física,llegando a generar desde dolores de cabeza hasta úlceras de estómago. El concepto del estrés de trabajo muchas veces se confunde con el desafío (los retos), pero ambos conceptos son diferentes. El desafío nos vigoriza psicológica y físicamente, y nos motiva a aprender habilidades nuevas y llegar a dominar nuestros trabajos. Cuando nos encontramos con un desafío, nos sentimos relajados y satisfechos. Entonces, dicen los expertos, el desafío es un ingrediente importante del trabajo sano y productivo.
En la actualidad existe una gran variedad de datos experimentales y clínicos que ponen de manifiesto que el estrés, si su intensidad y duración sobrepasan ciertos límites, puede producir alteraciones considerables en el cerebro. Estas incluyen desde modificaciones más o menos leves y reversibles hasta situaciones en las que puede haber muerte neuronal. Se sabe que el efecto perjudicial que puede producir el estrés sobre nuestro cerebro está directamente relacionado con los niveles de hormonas (glucocorticoides, concretamente) secretados en la respuesta fisiológica del organismo. Aunque la presencia de determinados niveles de estas hormonas es de gran importancia para el adecuado funcionamiento de nuestro cerebro, el exceso de glucocorticoides puede producir toda una serie de alteraciones en distintas estructuras cerebrales, especialmente en el hipocampo, estructura que juega un papel crítico en muchos procesos de aprendizaje y memoria. Mediante distintos trabajos experimentales se ha podido establecer que la exposición continuada a situaciones de estrés (a niveles elevados de las hormonas del estrés) puede producir tres tipos de efectos perjudiciales en el sistema nervioso central, a saber:
1. Atrofia dendrítica Es un proceso de retracción de las prolongaciones dendríticas que se produce en ciertas neuronas. Siempre que termine la situación de estrés, se puede producir una recuperación de la arborización dendrítica. Por lo tanto, puede ser un proceso reversible.
2. Neurotoxicidad. Es un proceso que ocurre como consecuencia del mantenimiento sostenido de altos niveles de estrés o GC (durante varios meses), y causa la muerte de neuronas hipocampales.
3. Exacerbación de distintas situaciones de daño neuronal. Este es otro mecanismo importante por el cual, si al mismo tiempo que se produce una agresión neural (apoplejía, anoxia, hipoglucemia, etc.) coexisten altos niveles de GC (glucocorticoides), se reduce la capacidad de las neuronas para sobrevivir a dicha situación dañina.

### Estrés postraumático
Una variación del estrés es el trastorno por estrés postraumático (TEPT), un trastorno debilitante que a menudo se presenta después de algún suceso aterrador, por sus circunstancias físicas o emocionales, o un trauma (accidente de tránsito, robo, violación, desastre natural, entre otros). Este acontecimiento provoca que la persona que ha sobrevivido al suceso tenga pensamientos y recuerdos persistentes y aterradores de esa experiencia. Puede ocurrir en personas que han vivido la amenaza, la han presenciado o han imaginado que podría haberles pasado a ellas. El TEPT se puede dar en todas las edades, siendo los niños una población muy vulnerable para este trastorno.
Datos de estrés postraumático:
- El trauma se convierte en postraumático cuando no se trata. La clave para prevenirlo es teniendo intervención clínica y psiquiátrica.
- Es necesario que las imágenes traumáticas reprimidas en lo inconsciente se traigan a la conciencia, para evitar que su represión tenga efectos nocivos sobre el psiquismo e incluso sobre el organismo, desde la escuela psicoanálisis se consideran muy importantes descargas del distrés acumulado en el psiquismo la verbalización y la abreacción (o catarsis).
- Se considera un episodio postraumático si el mismo se mantiene como máximo un mes (es decir poco tiempo), aunque si el distrés es psíquico puede quedar enmascarado durante varios años con efectos nocivos sobre el organismo.
- Pesadillas, flash back, culpabilidad de sobreviviente.
- Volumen hipocampal pequeño.
- Hipersensibilidad al cortisol, que es la principal hormona derivada del estrés y se encuentra principalmente de un modo frecuente en el distrés, tal hormona en dosajes elevados durante un tiempo relativamente prolongado daña al organismo.

Cuando se revive un hecho traumático durante un largo periodo de tiempo estamos ante un estrés postraumático complejo.

### Otros trastornos relacionados con el estrés
- Estrés agudo: consiste en la exposición a un evento o suceso traumático causando un grave malestar a la persona que lo padece. Dura aproximadamente entre 3 días y un mes, y si los síntomas perduran puede acabar evolucionando en un Trastorno de Estrés Postraumático (TEPT).
- Duelo prolongado: más allá de los 6 meses. Es una condición psicológica que se caracteriza por una pena intensa y persistente que dura más de lo que se considera "normal" o esperado. Se refiere a que cuando ha pasado un año y todavía no hemos podido superar la pérdida de alguien, estaríamos sufriendo un trastorno de duelo prolongado.
- Por adaptación: una persona tiene que adaptarse a un evento y es lo que le genera síndromes ansioso-depresivos. Es un trastorno de ansiedad que se caracteriza por una respuesta emocional exagerada y persistente a un evento estresante o inesperado, como por ejemplo, un cambio en el trabajo. Normalmente, las personas se adaptan a éstos en pocos meses, pero si persiste en el tiempo estaríamos lidiando con un trastorno por adaptación.
- Vinculación reactiva: niños que reviven experiencias de maltrato. El trastorno de vinculación reactiva (o trastorno reactivo de la vinculación consiste en la incapacidad de establecer vínculos saludables con los padres o personas encargadas del cuidado debido a una falta de atención, cariño, nutrición y cuidados básicos.
- Compromiso social desinhibido: característico de niños que han sufrido abusos sexuales. Es un trastorno que se caracteriza por un estilo de conducta de aproximación e interacción activa con adultos desconocidos, el cual no se limita a un comportamiento ocasional, sino que se presenta de forma persistente. Se da exclusivamente en la niñez y está caracterizado por un comportamiento del niño, el cual demuestra que no tiene ningún temor en iniciar cualquier tipo de contacto con un adulto desconocido.

## Estrés laboral
En el estrés laboral se combinan las respuestas físicas y emocionales nocivas que se producen cuando los requisitos del puesto no coinciden con las capacidades y los recursos o las necesidades del trabajador, o bien, cuando las demandas del trabajo sobrepasan por mucho los límites de capacidad, conocimiento y habilidad de quienes intervienen en la empresa, desde el nivel directivo hasta la planta trabajadora. El estrés laboral puede afectar a la salud mental y física, ocasionando daño. Esto cobra mayor importancia en los trabajadores que integran el equipo de salud y que pueden originar una disminución en la calidad de la atención del paciente e inducir error médico, vulnerando la pretendida seguridad del paciente. Hay reacciones agudas, como el estrés mismo y la fatiga, conductas contrarias a la conservación de la salud, como el tabaquismo, alcoholismo, apnea y dolencias crónicas, que se pueden manifestar de diversas formas, desde un resfriado-alergia, hasta disfunción de algún órgano; un ejemplo son los trastornos cardiovasculares que se asocian a los horarios ampliados e irregulares, entre otros factores.
Para poder actuar preventivamente e incluso responder efectivamente al factor estrés, se sugiere que las empresas contraten especialistas o acudan a instancias externas que puedan diagnosticar en tiempo y forma las corrientes que podrían tomar las exigencias del mercado (incrementos-decrementos de la demanda del producto o servicio, alza de precio de insumos, oferta del producto-servicio de regiones no usuales, etc.), así como ofrecer talleres, conferencias, cursos o seminarios de actualización a todo nivel y para todo el personal, comenzando por quienes tienen la responsabilidad directiva.
Una de las principales fuentes de estrés es el ambiente de trabajo, el cual se ha destacado por ser una fuente de satisfacción de las necesidades humanas, como lo pueden ser la autorrealización, las relaciones interpersonales, así como también representar una fuente de enfermedad para los trabajadores, amenazando las necesidades de realización personal y profesional, así como la salud física y mental.
Siegrist asocia al estrés laboral con el desequilibrio entre el esfuerzo y la recompensa en el trabajo, haciendo referencia a que el trabajo se da mediante un proceso social cuya recompensa sería el estima y las oportunidades de crecimiento, pero cuando se da un desequilibrio entre un alto control y una baja recompensa, se produce un estado de estrés.
Cano define el estrés laboral como una percepción subjetiva producto de la interacción entre la persona y su ambiente de trabajo. Desde esta perspectiva el estrés se genera cuando se produce una diferencia entre las demandas del ambiente, y los recursos de la persona para hacerles frente. El estrés es una respuesta adaptativa por parte del individuo, que en un primer momento le permite responder más rápida y eficazmente a situaciones que lo requieren. Delboni describe que los niveles altos de estrés en un ambiente de trabajo ocasionan un menor desempeño, enfermedades y sufrimiento en el trabajador. En la vida de un trabajador pueden surgir ciertas consecuencias negativas cuando no se consigue lidiar con situaciones estresantes, como ansiedad, insomnio, depresión, indecisión o pérdida de eficiencia en el trabajo.

## Tratamiento
Para combatir el estrés se suelen recomendar los ejercicios respiratorios de relajación. El objetivo es ejercer un control voluntario sobre la respiración de manera que la utilicemos como calmante cuando nos abrumen las situaciones de estrés.
Otras acciones para evitar el estrés son las siguientes:
- Realizar ejercicios físicos y de recreación.
- Evitar situaciones que causen estrés.
- Planificar las actividades diarias.
- Mantener una dieta saludable.
- Tener al menos dos ataques de risas al día (permite la liberación de endorfinas).
- Practicar con otras personas juegos de mesa.
- Practicar técnicas de relajación.
- Realizar actividades de contacto con la naturaleza (senderismo, baños de bosque...).

Existen terapias preparadas para combatir el estrés y la ansiedad en la tendencia actual hacia todo lo natural, las corrientes sobre cuidados de salud de las distintas culturas, unidas a las recomendaciones de la OMS sobre la necesidad de utilizar los "métodos tradicionales y complementarios" para conseguir mejorar la salud de la población.
Su construcción se caracteriza por una vasta red de interacciones, tanto como para promover la salud, como para prevenir la enfermedad y establecer nuevos procesos en el tránsito del malestar que ella produce hacia la recuperación del bienestar. Entre ellas podemos encontrar una gran variedad a utilizar de acuerdo a gustos y necesidades de cada persona, solo por mencionar algunas esta la: risoterapia, aromaterapia y auriculoterapia.

### La resistencia al estrés
Las variables que confieren a la personalidad las características que la hacen más resistente ante las demandas de las situaciones y que han recibido mayor atención, son aquellas que hacen referencia a las creencias, ya que en su mayor parte son tendencias generalizadas a percibir la realidad o a percibirse a sí mismo de una determinada manera (Lazarus, 1991). Contreras Chávez y Aragón, (2012), "La baja autoestima es el factor de mayor peso para la elección de estrategias de afrontamiento al estrés improductivas, como auto inculparse, ignorar el problema o abuso de sustancias nocivas.
En general, se trata de un conjunto de creencias relacionadas, principalmente, con la sensación de dominio y de confianza sobre la realidad del entorno, que van desarrollándose a lo largo de la vida, y que están muy relacionadas entre sí. El núcleo de creencia de una persona incidirá sobre el proceso de estrés, modulando los procesos de valoración sobre las condiciones estresantes.
Entre dichas características se incluyen:
- el sentimiento de autoeficacia (Bandura, 1977, 1997)
- el locus de control (Rotter, 1966)
- la fortaleza (Maddi y Kobasa, 1984)
- el optimismo (Scheir y Carver, 1987)
- el sentido de coherencia (Antonovsky, 1987)

Los estudiantes que sufren de estrés emocional pueden mostrar rechazo a asistir a la escuela. A diferencia del absentismo escolar, el rechazo a ir a la escuela es el resultado del miedo, la ansiedad o la depresión de los estudiantes. Debido a que la escuela es una parte importante en el desarrollo de los jóvenes, es fundamental abordar este problema, para cerciorarse de que todos se relacionen con la escuela de manera apropiada. Por ello, se han realizado ciertas intervenciones psicosociales, principalmente la terapia conductual, que involucra relajación o entrenamiento de habilidades sociales, y la terapia cognitivo-conductual (TCC).
Una revisión sistemática de ocho estudios, que cubren a 435 participantes en edad escolar que tienen rechazo a ir la escuela, demostró que la TCC aumenta la asistencia a la escuela, pero no tiene incidencia alguna sobre la ansiedad. Sin embargo, varios riesgos de sesgo estaban presentes en la mayoría de los estudios, por lo que no se pueden sacar conclusiones firmes. Los estudios futuros deberían incluir tamaños de muestra más grandes y considerar otros tipos de intervenciones para llevar a cabo una evaluación más rigurosa.